# Călinești, Argeș
Călinești este un sat în comuna cu același nume din județul Argeș, Muntenia, România.

## Personalități
- Gheorghe Iliescu-Călinești (n. 14 iulie 1932 - d. 12 martie 2002), sculptor, reprezentant al sculpturii avangardiste;
- Adrian Mutu, (n. 1979), fotbalist.